# Gateway, Inc.

Das Logo der Kette

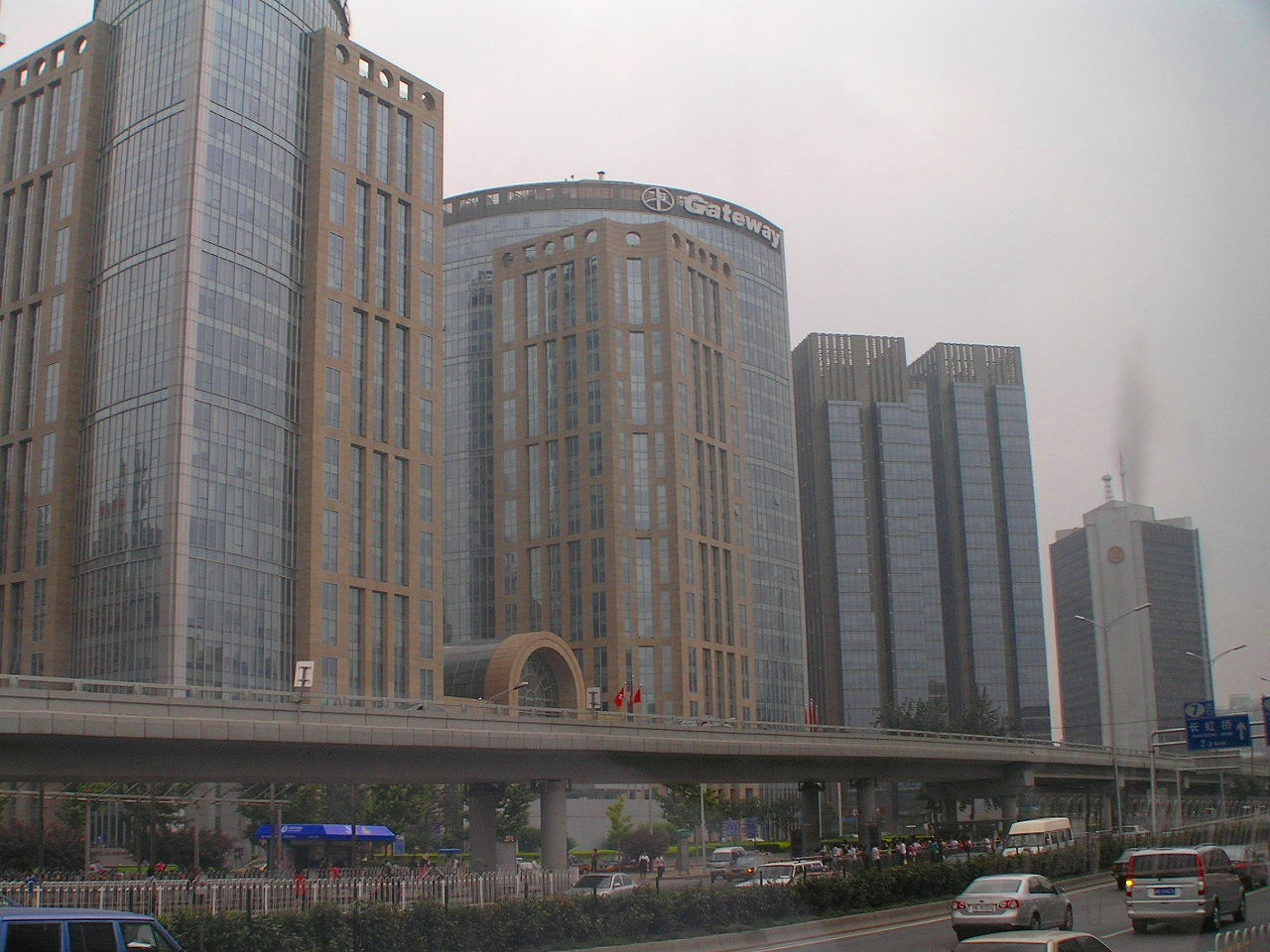
Gateway Peking

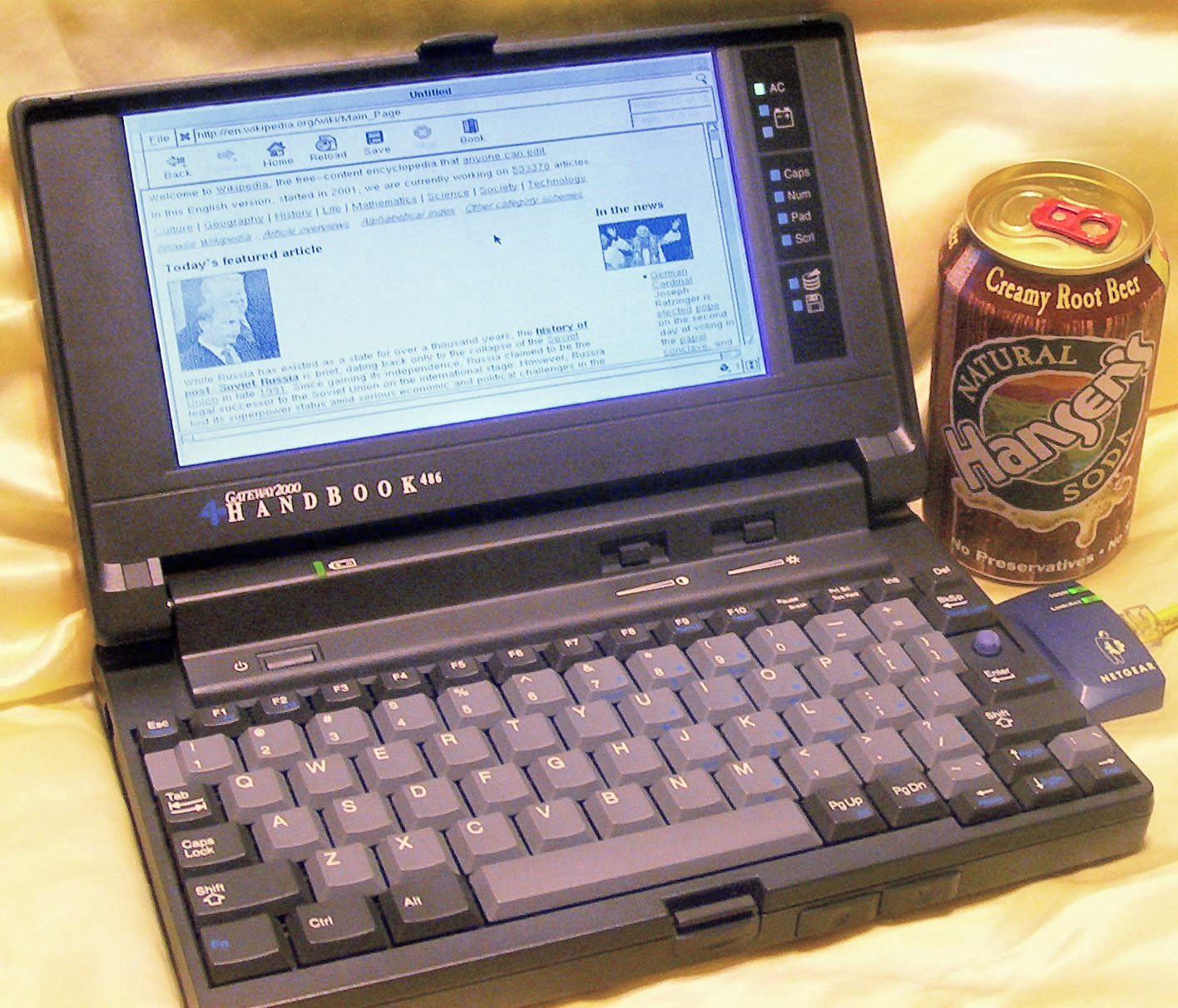
Gateway Handbook 486

Gateway (NASDAQ, Fortune 500) ist eine US-amerikanische PC-Handelskette nach dem Vorbild von Dell.
Sie wurde 1985 in Iowa als Garagenfirma von Ted Waitt gegründet und hat sich seitdem rasant entwickelt. Zunächst firmierte sie unter dem Namen Gateway 2000 und hatte ihren Sitz in Sioux City (Iowa, USA), hat sich dann jedoch umbenannt und unter dem neuen CEO Wayne Inouye auch den Sitz nach Irvine (Kalifornien) verlegt (seit September 2004), nachdem sie schon zuvor nach San Diego umgezogen war (1998).
Im Jahr 1994 stieg Gateway 2000 auch in den deutschen Markt ein.
Der republikanische Gouverneur Rick Snyder war von Januar 1996 bis August 1997 Präsident des Unternehmens.
Gateway galt im Jahr 2005 als der drittgrößte PC-Hersteller in den USA und stand weltweit auf Platz zehn. Beim Direktvertrieb von Personalcomputern war das Unternehmen weltweit auf einer führenden Position. Gateway produzierte Rechner in den USA, Irland und Malaysia und beschäftigte 1997 weltweit zeitweise bis zu 9.700 Mitarbeiter. Im Sommer 2001 wurden Produktion und Vertrieb in Europa und Südostasien beendet und die dortigen Niederlassungen geschlossen. Im Januar 2005 betrug die offiziell auf der Website des Unternehmens angegebene Mitarbeiterzahl noch 1.900.
Gateway erwarb 1997 – anstelle der vom Angebot zurückgetretenen VisCorp – die Rechte an den Amiga-Computern aus der Konkursmasse der insolventen Escom AG. Die existierende Amiga Technologies GmbH wurde daraufhin – weiterhin unter Leitung von Petro Tyschtschenko – in Amiga International GmbH umfirmiert. Im Jahr 2000 verkaufte Gateway die Rechte von Amiga an das US-Unternehmen Amino Development, welches daraufhin in Amiga, Inc. umfirmierte.
Am 27. August 2007 wurde bekanntgegeben, dass der taiwanische Computerhersteller Acer Gateway für 710 Millionen Dollar übernehmen wird. Mittlerweile ist Gateway ein Teil der Acer Group und im Konzern ein B2B-Anbieter.